# リフト (フィギュアスケート)

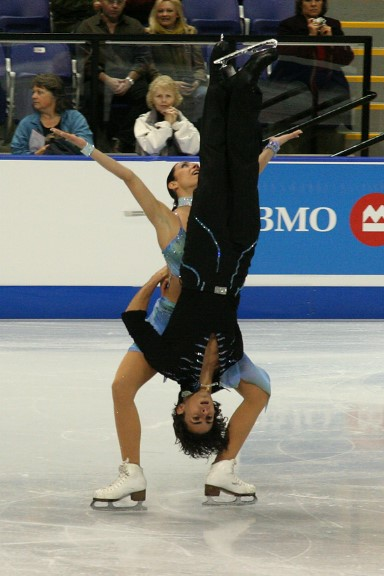
ファイエラ&スカリ組によるダンスリフト

リフト（Lift）は、フィギュアスケート競技のペアならびにアイスダンスにおける要素のひとつの総称。

## 概要
フィギュアスケートにおけるリフトは、ペアで行われるものと、アイスダンスで行われるものとに大別される。一般に、ペアで行われるリフトはペアリフトと呼ばれ男性が女性を高く持ち上げるのに対し、アイスダンスで行われるものはダンスリフトと呼ばれ男性の頭より高く持ち上げることはなく、時には女性が男性を持ち上げることもある。
国際スケート連盟のルールでは、リフトはペアおよびアイスダンスの必須要素となっている。リフトの種類も細かく分類される。

## ペアリフト

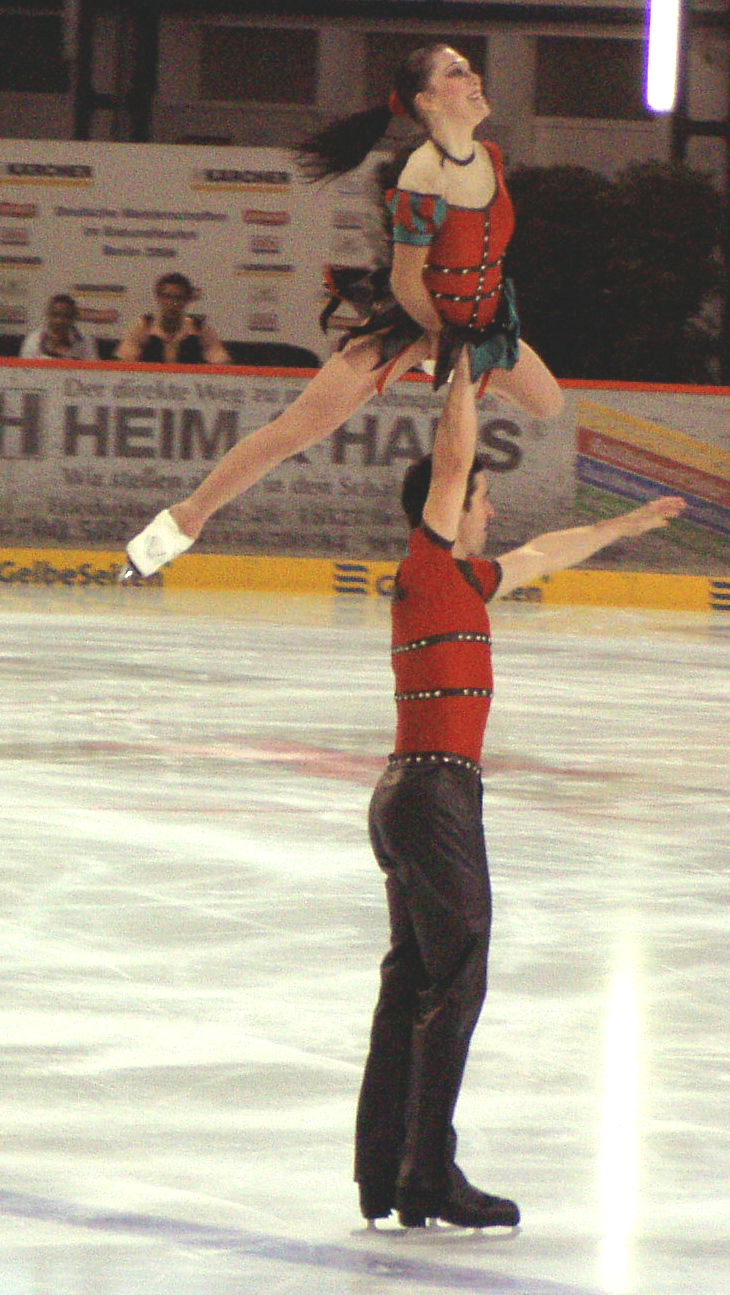
Fitze & Rex組によるリフト

ペアにおけるリフトは大別するとリフトとツイストリフトの2種類がある。
ISUジャッジングシステムでは、リフトとツイストリフトのどちらもBから4の5段階でレベルという概念が取り入れられており、レベルの数値が大きいほどが高い基礎点が与えられる。この判定は技術審判によって行われ、レベルアップは、ガイドラインに沿うレベルアップの要件を満たすか、それと同等といえる工夫が見られた場合に認められる。要素の出来栄えによってGOEで加点・減点の評価を受ける。

### リフト
リフトは、男性が女性を頭上に持ち上げて降ろすことを指す。持ち上げる際の支える位置や持ち上げ方によって以下の5グループに分けられている。
グループ1 (略記：1Li)
アームピットホールドリフト - 男性が女性の腋を支えるもの
グループ2 (略記：2Li)
ウェストホールドリフト - 男性が女性の腰を支えるもの
グループ3 (略記：3Li)
ヒップリフト - 男性が女性の臀部を支えるもの
グループ4 (略記：4Li)
ハンドトゥハンドリフト（プレス） - 両手を繋ぎ、男性が女性をまっすぐ持ち上げるもの
グループ5
ハンドトゥハンドリフト（ラッソー） - 両手を繋ぎ、男性が女性を回転させながら持ち上げるもの
トウラッソー (略記：5TLi)
男性が前を向き、女性が後を向いた状態から始まるもの
ステップインラッソー (略記：5SLi)
男性が後を向き、女性が前を向いた状態から始まるもの
アクセルラッソー (略記：5ALi)
女性が男性の横からアクセルジャンプを跳ぶような動作で始まるもの
バックワードラッソー (略記：5BLi)
男性女性共に後を向いた状態から始まり、離氷時に体が1回転するもの
リバースラッソー (略記：5RLi)
男性女性共に後を向いた状態から始まり、離氷時に体が半回転するもの

### ツイストリフト

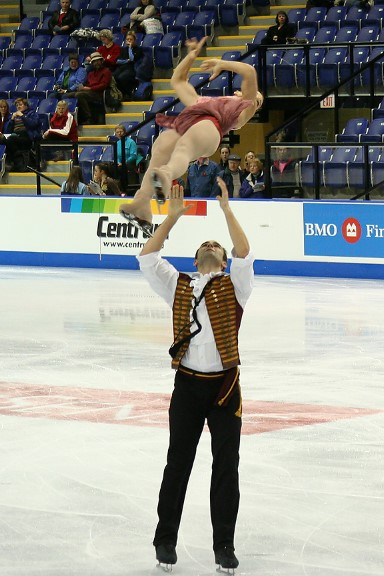
ヴァイス & トレント組によるツイストリフト

ツイストリフトは、男性が女性を投げ上げて空中で回転し、女性をキャッチして着氷するものを指す。女性が踏み切り、男性が女性を腰の位置で上方へ投げ、女性が回転したのち、男性が女性を腰の位置でキャッチして降りてくる。踏み切りの際に女性が大きく足を開くスプリットを伴うことが多いため、スプリットツイストリフトとも呼ばれる。失敗すると大怪我をする恐れがあるため、高い技術に加え男性と女性の信頼が重要となる。ジャンプと同様に、女性の踏み切り時のエッジによってさらに細かく分類されるが、サルコウとループはなくトウループ、ルッツ（またはフリップ）、アクセルの3種類となっている。
略記では各ジャンプの種類の略記の後尾にTwが付加されていたが、2012-2013シーズンより採点表にはアクセルツイストリフト以外の踏み切りは回転数のみが表記されることになった。
3回転ツイストレベル4の獲得は非常に困難であったが、2012-2013シーズンのルール改訂によりレベル4を獲得するペアが出始めた。最初にレベル4を獲得したのはロシアのリーナ・フェードロワ/マキシム・ミロシキン組（2012年：ISUジュニアグランプリシリーズ オーストリア大会）である。
ISU公式大会で4回転ツイストリフトを初めて成功させたペアは、中国の張丹/張昊組（2000年：世界ジュニア選手権）。1987年の世界選手権でソビエト連邦のエカテリーナ・ゴルデーワ/セルゲイ・グリンコフ組がほぼ成功といえる状態までもっていったがISUの認定はされなかった。

## ダンスリフト
アイスダンスにおけるリフトは、ショートリフトとロングリフトの2つに分類される。ショートリフトは6秒以内、ロングリフトは12秒以内と制限時間が決められており、違反すると-1の減点となる。
ISUジャッジングシステムで、ダンスリフトには1から4のレベルが定められており、レベルの数値が大きいほどが高い基礎点が与えられる。この判定は技術審判によって行われ、レベルアップはガイドラインに沿うレベルアップの要件を満たすことで認められる。要素の出来栄えによってGOEで加点・減点の評価を受ける。
レベルアップの要件としては、リフトする者の姿勢が難しいこと（片足、スプレッドイーグル、イナバウアーなど）、リフトされる者の姿勢が難しいこと、高度な姿勢変更、片手で行なうこと、手による直接の支持がないことなどがある。ローテーショナルリフトでは回転の回数も加味される。
男性が女性を持ち上げるのが大半であるが、逆の組み合わせが禁止されているわけではなく、まれに行なわれることがある。

### ショートリフト
- ステーショナリーリフト（一箇所に留まって行なう。回転の有無は問わない）
- ストレートラインリフト
- カーブリフト
- ローテーショナルリフト（滑走しながら回転することが必要）

### ロングリフト
- リバースローテーショナルリフト（逆回転のローテーショナルリフトを続けて行なう）
- サーペンタインリフト（逆方向のカーブリフトを続けて行なう）
- コンビネーションリフト（上記以外の組み合わせでショートリフトを2つ続けて行なう）

## 得点
ISUジャッジングシステムにおけるリフトの得点はフィギュアスケートの採点法を参照。